# Емисиона маглина
Емисионе маглине су дифузне маглине које се састоје од гаса (доминантно водоник) кога осветљавају звезде, по правилу врло топле звезде О и B класе. Ове звезде емитују УВ светлост побуђујући атоме у маглини, који потом емитују видљиву светлост враћајући се у основно стање (флуоресценција). Како се емисионе маглине састоје пре свега од водоника, светлост коју емитују потиче пре свега од H II спектралне линије водоника због чега су црвене боје. Ако су присутни и атоми других елемената, они могу узроковати појаву и других боја (најчешће је у питању кисеоник који даје зелену светлост, а у комбинацији са црвеном од водоника настаје жута). Ако је присутна и рефлектујућа компонента, она ће дати плаву боју (као код рефлексионих маглина).

## Галерија
С обзиром на то да су емисионе маглине повезане са стварањем звезда које се у нашој галаксији дешава у спиралним крацима, у њима се налазе и неке од најспектакуларнијих емисионих маглина:
- М8 (маглина „Лагуна“) у сазвежђу Стрелац
- М16 (маглина „Орао“) у сазвежђу Змија
- М17 (маглина „Омега“) у сазвежђу Стрелац
- М20 („Троделна маглина“) у сазвежђу Стрелац
- М42 (маглина „Орион“) у сазвежђу Орион
- „Маглина Тарантула“ (NGC 2070) у сазвежђу Златна риба
- Расејано звездано јато НГЦ 1931